# Pulau Gersik
Pulau Gersik is een bestuurslaag in het regentschap Belitung van de provincie Bangka-Belitung, Indonesië. Pulau Gersik telt 2473 inwoners (volkstelling 2010).